# بهره واکنش
بهرهٔ واکنش یا خارج قسمت واکنش در شیمی که با نماد Qr یا تنها Q نمایش داده می‌شود، عبارت است از تابعی از فعالیت یا غلظت گونه‌های شیمیایی درگیر در یک واکنش شیمیایی. در حالت‌های خاصی که تعادل شیمیایی در واکنش برقرار است، بهرهٔ واکنش عددی ثابت است و برابر است با ثابت تعادلی که در law of mass action بدست می‌آید.
یک واکنش شیمیایی در حالت کلی که در آن α مول از واکنش دهندهٔ A و β مول از واکنش دهندهٔ B وارد شده باشند تا ρ مول از محصول R و σ مول از محصول S تولید کنند، به صورت زیر نوشته می‌شوند:
{\displaystyle {\ce {\it {\alpha \,{\rm {A{}+{\it {\beta \,{\rm {B{}<=>{\it {\rho \,{\rm {R{}+{\it {\sigma \,{\rm {S{}}}}}}}}}}}}}}}}}}}
این واکنش به صورت یک تعادل نوشته شده‌است هر چند که در بسیاری موارد ممکن است همهٔ واکنش دهنده‌ها در یک سوی تبدیل به مواد سوی دیگر شوند. هنگامی که مخلوطی از A و B ساخته می‌شود و اجازه آغاز واکنش داده می‌شود، بهرهٔ واکنش با نماد Qr به صورت تابعی از زمان t، به صورت زیر تعریف می‌شود:
{\displaystyle Q_{\text{r}}(t)={\frac {\{\mathrm {R} \}_{t}^{\rho }\{\mathrm {S} \}_{t}^{\sigma }}{\{\mathrm {A} \}_{t}^{\alpha }\{\mathrm {B} \}_{t}^{\beta }}},}
در این رابطه {X}t بیانگر فعالیت آنی گونه‌های X در زمان t است. یک تعریف خلاصه تر و عمومی تر به صورت زیر خواهد بود:
{\displaystyle Q_{\text{r}}(t)={\frac {\prod _{j}a_{j}^{\nu _{j}}(t)}{\prod _{i}a_{i}^{\nu _{i}}(t)}},}
در این رابطه νj ضرایب استوکیومتری اند.